# Capensibufo
Capensibufo és un gènere d'amfibis de la família dels bufònids amb només dues espècies.

## Taxonomia
| Nom comú | Nom binomial                        |
| -------- | ----------------------------------- |
|          | Capensibufo rosei (Hewitt, 1926)    |
|          | Capensibufo tradouwi (Hewitt, 1926) |